# 헤라클레스 (1997년 영화)
《헤라클레스》(영어: Hercules)는 1997년에 제작된 애니메이션 영화로 1997년 6월 27일 개봉하였다. 디즈니의 35번째 클래식 애니메이션 장편 영화이며 론 클레먼츠와 존 머스커가 감독을 맡았다. 그리스 신화에서 제우스의 아들인 헤라클레스의 모험을 바탕으로 제작된 영화이다.
비록 본래의 신화와는 맞지 않았지만, 미국에서 99,000,000 달러, 전 세계에서는 252,700,000 달러의 흥행 수익을 달성했다. 영화 이후에는 프로메테우스 아카데미에서의 생활에 초점을 맞춘 TV 애니메이션 시리즈로 제작되기도 하였다.

## 줄거리
영화의 도입부에서 문학과 예술, 영웅을 담당하는 여신인 다섯 명의 뮤즈가 제우스가 거대한 기가스들을 물리치고 세상을 지배하게 된 이야기를 노래한다. 후에 올림포스의 신 제우스와 헤라 사이에서 아기 헤라클레스가 태어나고, 하데스를 제외한 많은 신들이 헤라클레스의 탄생을 축하한다. 세계를 지배할 운명을 기다리던 하데스는 헤라클레스가 후에 자신을 물리치고 세계를 지킨다는 계시를 운명들로부터 받는다. 하데스는 자신의 수하 패인과 패닉을 보내어 헤라클레스를 유괴하여 불사의 능력을 제거하는 약을 먹이고자 한다. 그러나, 그들이 약을 먹이던 중 방해를 받게 되고 비록 헤라클레스는 죽을 운명이 되었지만 신과 같은 힘은 남게 된다. (본래 불사의 능력을 제거하는 약은 마지막 한 방울까지 모두 마셔야만 완벽한 효과가 있다. 하지만 방해를 받아 마지막 한 방울을 마시지 않게 되었다.)
성장한 헤라클레스가 엄청난 힘 때문에 다른 사람들과 어울릴 수가 없자, 헤라클레스의 양부모는 그가 신의 아들이고, 아버지인 제우스에게 가야한다 말한다. 제우스는 그에게 진정한 영웅임을 증명해야만 다른 신들이 있는 올림포스 산으로 돌아올 수 있다 말한다. 헤라클레스는 천마 페가수스와 함께 아직 진정한 영웅을 육성하지 못한 불행한 사티로스 필록테테스에게 찾아간다. 필록테테스는 헤라클레스를 마지막 희망으로 삼고 그를 훈련시킨다.
필과의 훈련이 끝난 후, 일행 셋은 켄타우로스 네소스로부터 곤경에 처한 아름다운 미녀 메가라를 구출하고자 한다. 헤라클레스는 시행착오 끝에 구출에 성공하고 멕은 숲으로 돌아간다. 멕은 숲에서 자신을 수하로 부리는 하데스에게 헤라클레스에 대해서 이야기하고, 그가 살아있다는 것을 알게 된 하데스는 격분하여 그를 죽일 음모를 꾸민다.
헤라클레스가 자신이 영웅임을 테베에서 증명하고자 하자, 하데스는 히드라를 보내 그를 죽이고자 한다. 헤라클레스는 자신의 힘을 이용해 산사태를 일으켜 히드라를 없애는데 성공하고, 이후에도 하데스가 보내는 많은 적들을 물리쳐 많은 부와 명성을 가진 그리스에서 가장 유명한 스타가 된다. 그의 계획이 어려워져가는 것을 깨닫자, 하데스는 멕을 보내 그녀에게 자유를 준다는 조건으로 헤라클레스의 약점을 알아내도록 한다. (사실 멕은 사랑하는 연인을 구하기 위해 하데스에게 영혼을 팔았지만, 연인으로부터 배신 당하였고 지하세계로 가는 것을 피하기 위해 하데스의 수하에 들어가게 된 여자였다.) 헤라클레스는 제우스로부터 그가 아직 진정한 영웅이 아니라는 사실을 듣자 낙담하고, 영웅의 일상에서 벗어나 멕과 즐거운 하루를 보낸다. 헤라클레스와 함께 하루를 보내면서 멕은 자신이 그에게 사랑하게 되었다는 것을 확인하게 된다. 하데스가 나타나자, 멕은 일을 그만 두겠다 하여 그를 당황하게 한다.
필은 멕이 하데스와 연루되어있다는 것을 알고 헤라클레스에게 경고하지만, 헤라클레스는 그를 무시하고 때리기까지 한다. 헤라클레스의 태도에 낙심한 필은 고향으로 떠나기 위해 배를 타러 간다. 하데스는 붙잡힌 멕을 이끌고 헤라클레스에게 다음 날 24시간 동안 그의 힘을 포기하면 멕을 고통으로부터 자유롭게 해준다는 거래를 제안한다. 거래가 성립되자, 하데스는 기가스들을 지하에서 해방시키고 올림포스 산으로 쳐들어가도록 한다. 키클롭스는 헤라클레스를 죽이도록 보내지는데, 멕이 다치게 되면서 실패로 끝난다. 거래가 깨지면서 힘이 돌아온 헤라클레스는 페가수스와 함께 하데스와 기가스들로부터 위협받고 있는 올림포스를 구한다. 하지만 그 사이에 멕은 상처로 인해 운명들이 그녀의 생명 실을 자름으로서 죽게 된다.
헤라클레스는 멕을 되살리기 위해 지하세계로 간다. 하지만 하데스는 멕이 죽은 자들이 가는 스틱스 강에 구속되어 있는 것을 보여준다. 하데스는 멕 대신 그의 영혼을 받는 것을 대가로 그가 스틱스 강에 들어가서 죽기 전에 그녀의 영혼을 데려오면 그녀를 살려준다 약속한다. 헤라클레스가 스틱스 강에 뛰어들자 그의 생명 실이 운명들에 의해 잘리려 한다. 그러나 그의 놀라운 용기와 기꺼이 다른 사람을 위해 목숨을 희생하는 모습이 진정한 영웅임을 증명하게 되자 그가 가지고 있던 신의 힘과 불멸의 능력이 돌아오게 된다. 그가 멕을 데려오는데 성공하자, 하데스는 상황을 벗어나고자 대화를 시도하지만 주먹에 맞아 스틱스 강으로 빠지게 된다. 스틱스 강의 영혼들은 하데스를 붙잡고 강의 깊숙한 곳까지 끌고간다.
헤라클레스는 멕을 소생시키고 올림포스로 돌아간다. 그러나 멕이 신이 된 그에게서 떠날 수밖에 되자, 헤라클레스는 인간으로 돌아가 지상에서 그녀와 함께 사는 것을 선택한다. 헤라클레스는 지상과 올림포스 모든 곳에서 영웅으로 칭송 받자, 제우스는 그의 형상을 딴 별자리를 만들어주고, 필은 그를 훈련시킨 때를 생각하며 감동에 젖는다.

## 더빙판 성우진
| 해설자                                                                              | 미국판 | 찰턴 헤스턴                           |
| 해설자                                                                              | 한국판 | 임종국                                |
| 헤라클레스                                                                          | 미국판 | 테이트 도너번                         |
| 헤라클레스                                                                          | 한국판 | 장동건                                |
| 필                                                                                  | 미국판 | 대니 드비토                           |
| 필                                                                                  | 한국판 | 김재우                                |
| 하데스                                                                              | 미국판 | 제임스 우즈                           |
| 하데스                                                                              | 한국판 | 김환진                                |
| 메가라                                                                              | 미국판 | 수전 에건                             |
| 메가라                                                                              | 한국판 | 이승연,이윤선(노래)                   |
| 제우스                                                                              | 미국판 | 립 톤                                 |
| 제우스                                                                              | 한국판 | 온영삼                                |
| 헤라                                                                                | 미국판 | 서맨사 에거                           |
| 헤라                                                                                | 한국판 | 김혜미                                |
| 패인                                                                                | 미국판 | 밥 골드두와이트                       |
| 패인                                                                                | 한국판 | 이인성                                |
| 패닉                                                                                | 미국판 | 맷 플레워                             |
| 패닉                                                                                | 한국판 | 김익태                                |
| 운명의 여신들                                                                       | 미국판 | 어맨다 플러머,캐럴 셸리,패디 에드워즈 |
| 운명의 여신들                                                                       | 한국판 | 김혜미, 성선녀, 나수란                |
| 소년 헤라클레스                                                                     | 미국판 | 조시 키턴, 로저 바트(노래)            |
| 소년 헤라클레스                                                                     | 한국판 | 서재경, 박상준(노래)                  |
| 네소스(네수스/강의 신)                                                              | 미국판 | 짐 커밍스                             |
| 네소스(네수스/강의 신)                                                              | 한국판 | 한상덕                                |
| 헤르메스                                                                            | 미국판 | 폴 샤퍼                               |
| 헤르메스                                                                            | 한국판 | 유동현                                |
| 암피트리온                                                                          | 미국판 | 핼 홀브룩                             |
| 암피트리온                                                                          | 한국판 | 정기항                                |
| 알크메네                                                                            | 미국판 | 바버라 배리                           |
| 알크메네                                                                            | 한국판 | 이선영                                |
| 칼리오페                                                                            | 미국판 | 릴리아스 화이트                       |
| 칼리오페                                                                            | 한국판 | 전수경, 함수정 (대사)                 |
| 클리오                                                                              | 미국판 | 바니즈 Y. 토마스                      |
| 클리오                                                                              | 한국판 | 정유희                                |
| 멜포메네 (멜포메)                                                                   | 미국판 | 셰릴 프리먼                           |
| 멜포메네 (멜포메)                                                                   | 한국판 | 최정원                                |
| 테르프시코레 (터프시코어)                                                           | 미국판 | 라 챈즈                               |
| 테르프시코레 (터프시코어)                                                           | 한국판 | 이미라, 함수정 (대사)                 |
| 탈리아                                                                              | 미국판 | 로즈 라이언                           |
| 탈리아                                                                              | 한국판 | 진복자, 성선녀 (대사)                 |
| 그 외 정기항, 김정경, 한수경, 유해무, 김준, 함수정, 서문석, 한호웅, 김준, 송연희 등 |        |                                       |

연출 : 박원빈
번역 : 민숙원
음악감독 : 임태성
조연출 : 조정란
개사 : 민숙원, 박원빈
크리에이티브 수퍼바이져 : 전성준
프로덕션 : 애드. 원
녹음 : 리드사운드
- 한국어 제작 : Disney Character Voices International,Inc.

## 제작
헤라클레스는 그리스 신화를 각색하여 만들어졌다. 영화에서 제우스와 헤라의 아들로 묘사되지만, 신화에서는 제우스와 인간 여자 알크메네 사이에서 태어난 것으로 나온다. 알크메네와 그의 본 남편인 암피트리온은 디즈니의 헤라클레스 영화에서 헤라클레스의 양부모로서 등장한다.
제임스 우즈가 목소리 연기를 한 하데스는 악당으로 등장한다. 이것은 마블 유니버스에서 등장하는 하데스와 유사한데, 제우스를 정복할 음모를 꾸미는 신으로 나온다. 영화에서 하데스는 빠른 속도로 말을 하며 불 같은 성질을 가진 거래를 좋아하는 신으로 나오며, 자신의 직분이 지하세계의 왕이라는 것에 불만을 품고 제우스를 정복하고자 음모를 꾸민다.
디즈니 스튜디오는 그들의 도덕적 기준에 따라서, 인간 어머니에게서 태어난 헤라클레스를 헤라가 죽이고자 하는 신화의 내용은 어린 연령층에게 적합하지 않다고 판단하였다. 이에 따라 그리스 신화의 내용을 그대로 따르지 않고, 헤라클레스를 신들의 가호를 받으며 악당들과 맞서 싸우는 전형적인 영웅의 모습으로 등장시킨다. 또한, 아르고스, 메두사와 같은 그리스 신화의 여러 이야기를 혼합하여 영화에 표현하였다.

## 사운드트랙
1. 해설 (먼 옛날..., Long Ago...)
2. 모두 다 사실이야 1 (The Gospel Truth 1, Main Titles) - 진복자, 이미라, 전수경, 정유희, 최정원
3. 모두 다 사실이야 2 (The Gospel Truth 2) - 최정원
4. 모두 다 사실이야 3 (The Gospel Truth 3) - 진복자, 이미라, 전수경, 정유희, 최정원
5. 내 고향 찾아 (Go The Distance) - 박상준
6. 위대한 제우스신 (Oh Mighty Zeus, Score)
7. 내 고향 찾아 (Go The Distance, Reprise) - 박상준
8. 마지막 희망 (One Last Hope) - 김재우
9. 우리의 영웅 (Zero To Hero) - 진복자, 이미라, 전수경, 정유희, 최정원, 솔리스트와 소리 코러스
10. 사랑한다고 말할 수 없어 (I Won't Say) - 이윤선, 진복자, 이미라, 전수경, 정유희, 최정원
11. 스타 탄생 (A Star Is Born) - 진복자, 이미라, 전수경, 정유희, 최정원, 솔리스트와 소리 코러스
12. Go The Distance - 마이클 볼턴
13. 커다란 올리브 (The Big Olive, Score)
14. 예언 (The Prophecy, Score)
15. 아고라의 재난 (Destruction Of The Agora, Score)
16. 필의 섬 (Phil's Island, Score)
17. 로데오 (Rodeo, Score)
18. 악마에 대하여 (Speak Of The Devil, Score)
19. 히드라와의 결투 (The Hydra Battle, Score)
20. 맥의 정원 (Meg's Garden, Score)
21. 헤라클레스 별장 (Hercules' Villa, Score)
22. 최고의 멍청이 (All Time Chump, Score)
23. 생명줄을 잘라라 (Cutting The Thread, Score)
24. 진정한 영웅/스타 탄생 (A True Hero/A Star Is Born, End Title) - 진복자, 이미라, 전수경, 정유희, 최정원, 솔리스트와 소리 코러스